# Julian Bieliński

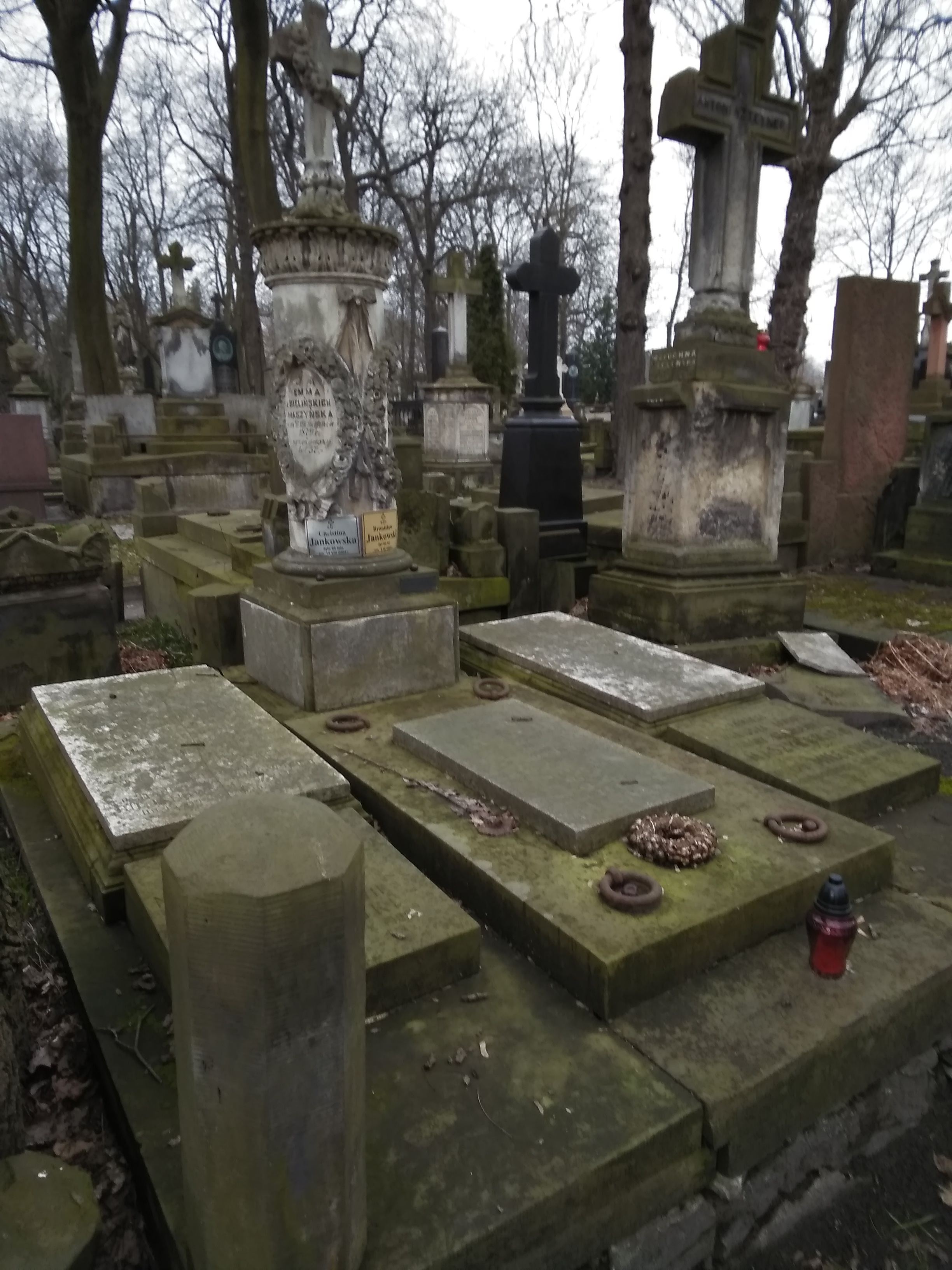
Grób gen. Juliana Bielińskiego na cmentarzu Powązkowskim

Julian Walenty Bieliński herbu Szeliga (ur. 13 lutego 1787 w Borowej w Kaliskiem, zm. 5 czerwca 1863 w Warszawie) – generał brygady, syn Kajetana stolnika radomskiego i Małgorzaty Dobrzelewskiej.
Od 1802 w armii pruskiej. Służbę odbył w batalionie psp pułkownika Klocha. W kampanii napoleońskiej (1805) walczył pod Lubeką, Kolonią, Auerstadt. Pod Nordhausen dostał się do niewoli. Wkrótce został zwolniony i wstąpił do armii Księstwa Warszawskiego. W 1806 roku został porucznikiem w 7 Pułku Piechoty. W Hiszpanii walczył pod Puerto Almore, Almonacid de Toledo, Pod Ocañą został ranny. Brał również udział w walce przeciw powstańcom hiszpańskim i wojskom angielskim. W bitwie pod Tarifą został wzięty do niewoli. Po zwolnieniu służył w 4ppl. W bitwie pod Tarifą został wzięty do niewoli. Po zwolnieniu służył w 4. pułku piechoty polskiej. W kampanii 1813–1814 brał udział w bitwach pod Wittenbergą, pod Lipskiem, gdzie bronił bramy halskiej, Soussons i Arcis-sur-Aube. Po bitwie pod Lipskiem, 23 października 1813, otrzymał Legię Honorową wraz z 17 innymi żołnierzami 4. pułku piechoty polskiej.
Do kraju powrócił z korpusem gen. Wincentego Krasińskiego. W 1815 w armii Królestwa Polskiego służył w korpusie grenadierów i 3. pułku strzelców pieszych (od 1824 był dowódcą 3 psp). W powstaniu listopadowym był dowódcą 1 bryg. 4 DP i walczył pod Wawrem. Powierzono mu następnie dowództwo grupy osłonowej na linii Bug-Liw. Po opuszczeniu z tego rejonu Rosjan grupę rozwiązano. Pod koniec marca objął dowództwo brygady piechoty w Korpusie Rezerwowym gen. Ludwika Paca. Po jego rozwiązaniu w wyniku restrukturyzacji armii polskiej przeprowadzonej na początku maja objął komendę nad przyczółkiem mostowym na Wiśle pod wsią Potycz. Po fiasku wyprawy Łysobyckiej i likwidacji przyczółka objął ponownie dowodzenie brygadą, tym razem w korpusie gen. Girolamo Ramorino. 12 sierpnia objął dowodzenia nowo sformowaną 6 DP. Na jej czele wziął udział w bitwie pod Rogożnicą. Po upadku powstania udał się na emigrację do Austrii. W 1833 powrócił i złożył przysięgę wierności carowi.
Został odznaczony kawalerią Legii Honorowej (1813), Złotym Krzyżem Virtuti Militari, Znakiem Honorowym za 20 lat nieskazitelnej służby oficerskiej (1830), rosyjskimi Order Świętego Włodzimierza IV klasy i Order Świętej Anny II klasy (1829).
Spoczywa na cmentarzu Powązkowskim w Warszawie (kwatera 23-3-25/26).